# Göran Olsson Föllinger
Göran Olsson Föllinger, (ibland skrivet O:son Föllinger), född den 7 januari 1886 i byn Slätten i Föllinge socken, död 24 oktober 1969 i  Östersund, var en svensk violinist och musikpedagog, elev till Henri Marteau. Han var far till Torsten Föllinger.
Han föddes som sjätte son till bonden och spelmannen Olof Eriksson (1848–1894) och hustrun Anna-Katarina "Anka" Jönsdotter (1847-1940). Hans fem äldre bröder spelade alla, liksom fadern, fiol, och hans yngre syster spelade gitarr. Fyra av bröderna flyttade så småningom till Amerika. Även Göran for till Amerika, till Winnipeg i Kanada, där brodern Daniel (1883–1965) då bodde. Där tog han fiollektioner, och försörjde sig bl.a. som dansmusiker. Efter några år flyttade han till Tyskland där han kom in vid Berliner Hochschule für Musik med läraren Henri Marteau, och hans assistent Hans von Benda. 1912 blev han anställd vid Bendakonservatoriet, men flyttade hem till Sverige vid första världskrigets utbrott. Mellan 1910 och 1927 hann han ge c:a 1 600 konserter, varav c:a 500 i Amerika. Han grundade tillsammans med Emma och Hans Lampert, Lampert-Föllingers sång- och musikskola 1923 i Östersund och 1927 i Sundsvall. Från 1936 var han musiklärare vid Birka folkhögskola och 1937 var han med och grundade Östersunds Musikskola. Han komponerade en violinkonsert (1939), ett par stråkkvartetter och en rad småstycken för violin. Han var med och grundade Jämtlands spelmansförbund Heimbygda 1948. Han spelade ofta i radio, och satt med i Zornmärkesjuryn några år. På EP-skivan, inspelad i augusti 1969, spelar han låtar från Föllinge, de flesta upptecknade efter brodern Olof ”Spel-Olle” (1877–1961). Han tilldelades Zornmärket i guld 1946.
En minnessten restes på Föllinge hembygdsgård 1986.

## Diskografi, urval
- Skandinaviska Grammophon spelade in 6 skivsidor 1915[8]. Fem av dessa finns i Caprice-boxen och den sjätte på GSM LP 87/01 (nedan).
- Låtar spelade av Göran Föllinger. Rival REP 02. 1969[9]
- Göran Olsson Föllinger. GSM LP 78/01[10]. Två stycken: In memoriam & Spelmansvalsen (1915), samt musik skriven av honom.
- Spelmannen Göran O:son Föllinger. GSM LP 87/01[11]. Inspelningar från Radiotjänst 1950 & 1951
- Henri Marteau – Svenska elever och kolleger. Caprice CAP 21620[12]. Nio spår med Föllinger